# Public Enemy No. 1 – Mordinstinkt
Public Enemy No. 1 – Mordinstinkt (Originaltitel: L’Instinct de mort) ist ein französisch-kanadisch-italienischer Gangsterfilm von Jean-François Richet aus dem Jahr 2008 und der erste Teil einer zweiteiligen Filmbiografie über den Gewaltverbrecher und Frankreichs früheren Staatsfeind Nr. 1 Jacques Mesrine. Der zweite Teil erschien unter dem Titel Public Enemy No. 1 – Todestrieb (2008). In der Titelrolle ist Vincent Cassel zu sehen.

## Handlung
Nach seinem Militärdienst im Algerienkrieg kehrt Jacques Mesrine 1959 nach Frankreich zurück, wo er zunächst bei seinen Eltern unterkommt. Über seinen Freund Paul, mit dem er erfolgreich in ein Haus einbricht und sich vor den eintreffenden Besitzern als Polizist ausgibt, beginnt Mesrine, für den Unterweltboss Guido zu arbeiten, der mit der OAS in Verbindung steht. Während eines Aufenthalts in Spanien lernt er die schüchterne Sofia kennen und sie verbringen die Nacht miteinander. Zurück in Frankreich gerät Mesrine in einer Bar mit dem arabischen Zuhälter Achmed aneinander, schlägt ihn nieder und bedroht ihn mit einer Waffe. Achmeds Frau Sarah, die als Prostituierte arbeitet und Mesrine wiederholt zu Diensten war, hält zu ihrem Mann und schickt Mesrine fort. Nachdem Achmed Sarah für die Demütigung durch seinen Nebenbuhler zusammengeschlagen hat, sinnt Mesrine auf Rache. Gemeinsam mit Guido bringt er Achmed auf ein abgelegenes Gut, wo sie ihn schlagen, mit einem Messer foltern und lebendig begraben.
Kurz darauf heiratet Mesrine Sofia, die von ihm schwanger ist. Nach der Geburt ihrer Tochter muss Mesrine wegen versuchten Bankraubs ins Gefängnis. Nach seiner Freilassung versucht er sich in einem bürgerlichen Beruf und Sofia bekommt zwei weitere Kinder. Als ihm jedoch sein Arbeitgeber Tabacoff betriebsbedingt kündigen muss, kehrt er zum Verbrechen zurück. Sofia, die ihm mit Polizei droht und die er deshalb schlägt und mit einer Pistole bedrängt, entschließt sich, ihn und die drei gemeinsamen Kinder zu verlassen.
In Paris lernt Mesrine 1966 Jeanne Schneider kennen. Zusammen überfallen sie ein Spielkasino. Als auf offener Straße auf Mesrine und seine Tochter geschossen wird und ihm Guido eine Kugel aus der Schulter entfernen muss, rät ihm dieser, das Land zu verlassen. Gemeinsam mit Jeanne flieht Mesrine nach Montreal, wo sie als Pärchen eine Anstellung bei einem Milliardär als Chauffeur und Dienstmädchen finden. Guido und Paul werden derweil in Paris bei einer Racheaktion aus dem Verbrechermilieu erschossen. Als es zwischen Jeanne und dem Gärtner zum Streit kommt und der Milliardär infolgedessen Mesrine und Jeanne entlässt, beschließen die beiden, den gehbehinderten Milliardär zu entführen. In einer Hochhauswohnung halten sie ihn gefangen. Als eine Geldübergabe stattfinden soll, gelingt es ihm jedoch, über ein eingeschlagenes Fenster seine Befreiung zu bewirken. Mesrine und Jeanne fliehen in die Vereinigten Staaten, wo sie 1969 bei einer Verfolgungsjagd in Arizona gestellt und verhaftet werden. Im Zuge ihrer Auslieferung an Kanada werden sie von der Presse mit dem Gaunerpärchen Bonnie und Clyde verglichen. Jeanne muss schließlich für fünf Jahre in Haft, der für zehn Jahre verurteilte Mesrine wird in ein kanadisches Hochsicherheitsgefängnis gebracht.
Zunächst in Isolationshaft, bei der er von den Wärtern regelmäßig geschlagen und schikaniert wird, gelingt Mesrine und seinem kanadischen Komplizen Jean-Paul mithilfe eines entwendeten Seitenschneiders und einem Ablenkungsmanöver von Mitinsassen die Flucht durch den doppelten Drahtzaun. Der spektakuläre Gefängnisausbruch macht sie landesweit berühmt. Nach erfolgreichen Banküberfällen fahren sie bewaffnet zum Gefängnis, um auch den anderen Insassen zur Flucht zu verhelfen. Bei einem wilden Schusswechsel mit Wärtern und Polizisten werden sie verletzt und die beiden Häftlinge, die ihnen geholfen hatten, getötet, doch können Mesrine und Jean-Paul erneut entkommen. Der inzwischen als Staatsfeind Nr. 1 geltende Mesrine will auch Jeanne aus dem Gefängnis befreien. Aus Angst um sein Leben erklärt Jeanne, die ihre Strafe lieber absitzen will, während eines Telefonats ihre Beziehung für beendet. Bei Schießübungen im Wald werden zwei Wildhüter auf Mesrine und Jean-Paul aufmerksam. Als einer von ihnen die beiden Gesuchten erkennt, werden sie von ihnen rücksichtslos niedergeschossen. Für Mesrine und Jean-Paul heißt es nun: Freiheit oder Tod.

## Hintergrund

### Filme über Mesrine
Das Leben von Jacques Mesrine wurde zuvor bereits mit Mesrine – Staatsfeind Nr. 1 (1984) von André Génovès mit Nicolas Silberg in der Titelrolle verfilmt. Auch der Fernsehfilm La Chasse à l’homme von Arnaud Sélignac mit Serge Riaboukine und Richard Berry aus dem Jahr 2006 beschäftigte sich mit Mesrines Verbrechen. Mit der aus zwei Filmen bestehenden Filmbiografie von Jean-François Richet folgte 2008 eine groß angelegte Produktion. Als Vorlage des ersten Teils, der zwischen 1959 und 1972 spielt, diente Jacques Mesrines autobiografisches Buch L’Instinct de mort (1977), das er während eines Gefängnisaufenthalts verfasst hatte.

### Besetzung und Dreharbeiten
Für die Hauptrolle, an der auch Benoît Magimel und Vincent Elbaz Interesse gezeigt hatten, wurde Vincent Cassel verpflichtet, an den das Projekt bereits 2001 von Produzent Thomas Langmann herangetragen worden war. Ein erster Drehbuchentwurf hatte Cassel seinerzeit nicht überzeugt. Erst nach einer Überarbeitung des Drehbuchs durch Abdel Raouf Dafri entschied sich Cassel, nicht nur in einem, sondern in gleich zwei Filmen die Rolle des Jacques Mesrine zu spielen. Dafri habe, so Cassel, den Ton gefunden, der die ganze Düsternis und Widersprüchlichkeit von Mesrine offenbare. Auch erklärte sich Cassel bereit, für die Rolle 20 Kilogramm an Gewicht zuzulegen. Zwei der weiblichen Rollen wurden zunächst Marion Cotillard und Eva Green angeboten. Alain Delon wurde für die Rolle des Guido in Betracht gezogen, die letztlich Gérard Depardieu übernahm. Cassels Vater Jean-Pierre Cassel, der auch im Film seinen Vater spielen sollte, verstarb im April 2007 kurz vor Beginn der Dreharbeiten.

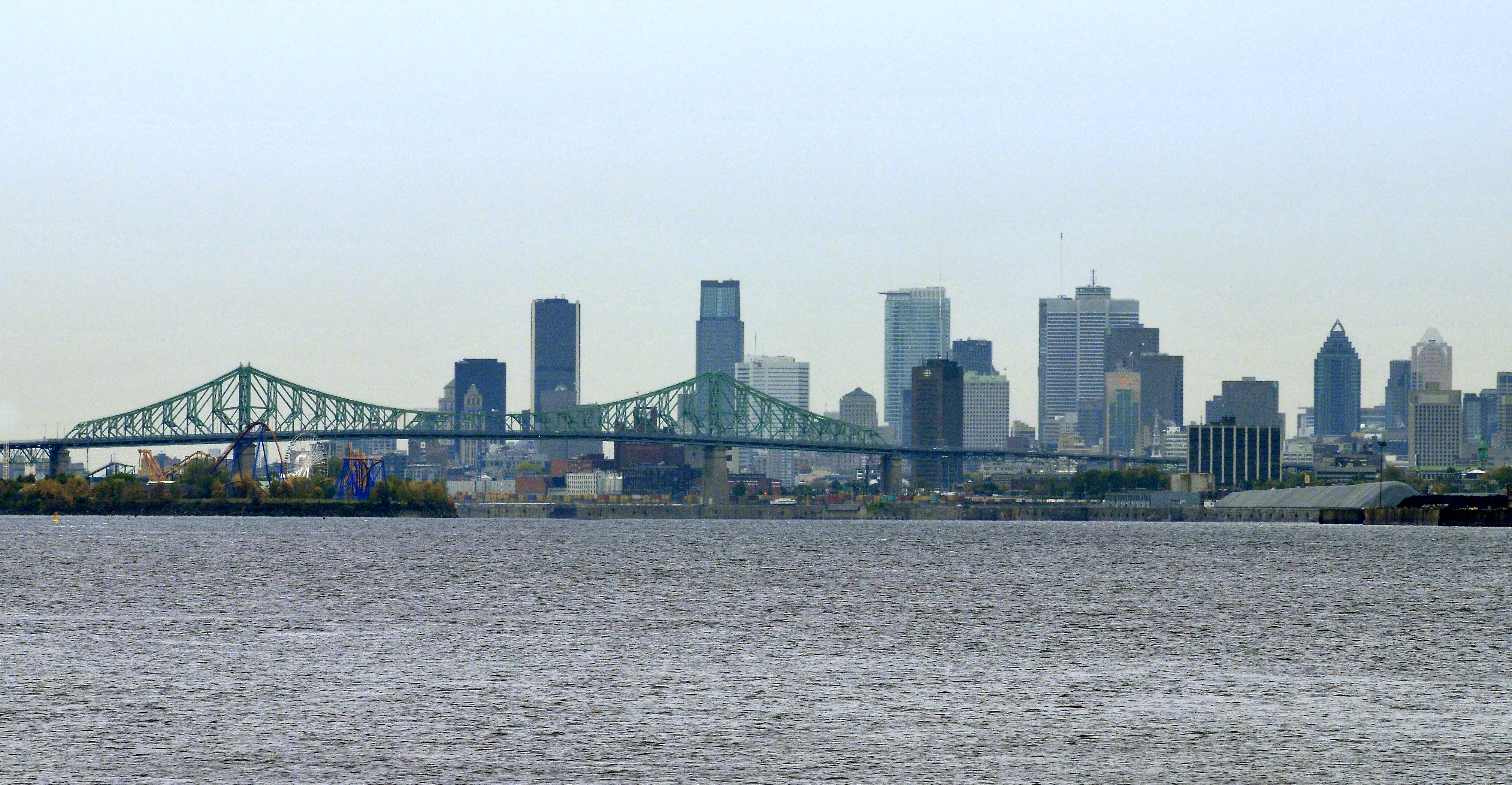
Montreal mit der Pont Jacques-Cartier, ein Drehort des Films

Die Dreharbeiten für beide Teile der Filmbiografie fanden über einen Zeitraum von neun Monaten von Mai 2007 bis Januar 2008 statt. Drehorte des ersten Teils waren unter anderem Paris, Montreal, die katalanische Gemeinde L’Escala und das Monument Valley in Arizona. Das Szenenbild gestaltete Emile Ghigo, als Kostümbildnerin fungierte Virginie Montel. Das Budget von Mordinstinkt lag bei rund 23,3 Millionen Euro.

## Soundtrack
Ursprünglich war der kanadische Komponist Howard Shore für die Filmmusik im Gespräch. Letztlich überließ er diese Aufgabe seinem US-amerikanischen Kollegen Marco Beltrami, der dabei maßgeblich von Marcus Trumpp unterstützt wurde. Ihre gemeinsam komponierte Filmmusik beider Teile wurde im November 2008 von EMI Music France mit insgesamt 25 Tracks als „Bande originale“ auf CD veröffentlicht. Weitere in Mordinstinkt zu hörende Songs und Kompositionen sind:
- Whistlin’ Joe von Lloyd Lambert
- L’Appareil à sous von Serge Gainsbourg
- Blue Moan von Keith Nichols
- Mi cha cha von Greg Moen und Les Socquettes Blanches
- Tonight Maria von Greg Moen und Les Socquettes Blanches
- Romantica von Renato Rascel und Dino Verde in der französischen Version von Greg Moen und Les Socquettes Blanches
- Palmeras von Greg Moen und Les Socquettes Blanches
- Las Mananitas von Martyn Laight
- Rah ou waila von Dahmane El Harrachi
- Romantica von Renato Rascel und Dino Verde in der französischen Version von Dalida
- Qui a su von Gillian Hills
- I Want to Go Back There Again von Chris Clark
- Requiem, Op. 48: Introit et Kyrie von Gabriel Fauré (dirigiert von Carlo Maria Giulini)
- La Danse de Zorba von Dalida
- Stand by Your Man von Tammy Wynette
- Garden of My Mind von Mickey Finn

Begleitend zur zweiteiligen Filmbiografie wurde 2008 von Hostile Records (EMI Music France) ein Album mit französischen Rap-Songs veröffentlicht, die in den beiden Filmen jedoch nicht verwendet wurden. Zu den auf dem Album vertretenen Rappern zählen etwa Kery James, Seth Gueko, Rohff, Rim'K, Nessbeal, Akhenaton und Oxmo Puccino.

## Rezeption

### Veröffentlichung

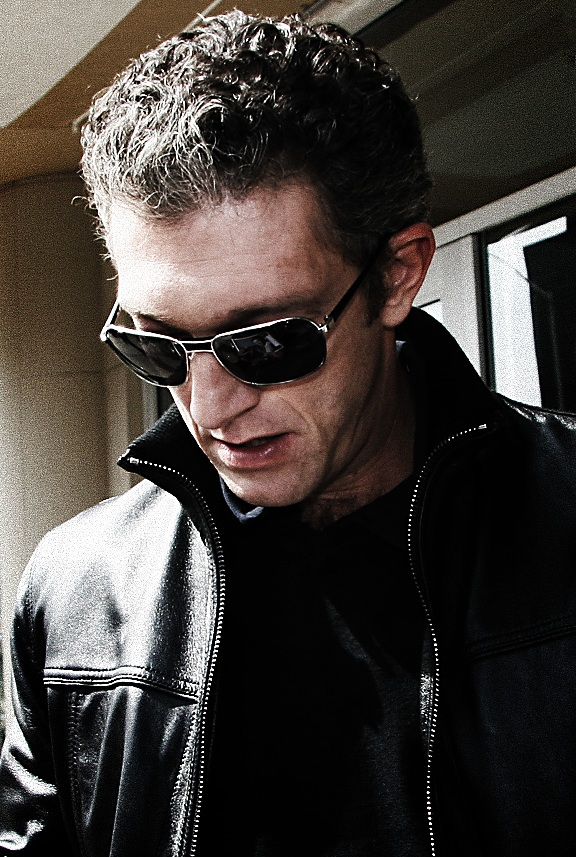
Hauptdarsteller Vincent Cassel im September 2008 auf dem Toronto International Film Festival

Die Premiere von Public Enemy No. 1 – Mordinstinkt fand am 11. September 2008 auf dem Toronto International Film Festival statt. Am 22. Oktober 2008 kam der Film in die französischen und belgischen Kinos und wurde zusammen mit dem zweiten Teil Public Enemy No. 1 – Todestrieb auch auf dem Tokyo International Film Festival gezeigt. In Frankreich konnte der Film rund 2,27 Millionen Zuschauer verbuchen. Die weltweiten Einnahmen an der Kinokasse beliefen sich auf 31 Millionen Dollar.
In den deutschen Kinos lief Mordinstinkt am 23. April 2009 mit einer FSK ab 18 (Keine Jugendfreigabe) an; der zweite Teil folgte knapp einen Monat später am 21. Mai mit einer FSK ab 16. Am 7. bzw. 28. Oktober 2009 erschienen beide Teile zunächst einzeln auf DVD (Teil 1 mit FSK ab 18, Teil 2 mit FSK ab 16) und am 20. November 2009 als Double Feature auf DVD und Blu-ray (jeweils mit FSK ab 18). Im Juli 2010 wurde zusätzlich eine deutsche DVD mit beiden Teilen mit einer FSK ab 16 veröffentlicht, für die der erste Teil um etwa drei Minuten gekürzt wurde. Im deutschen Fernsehen wurde Public Enemy No. 1 – Mordinstinkt erstmals am 14. Juni 2011 im Bayerischen Rundfunk ausgestrahlt; einen Tag später folgte im BR die Erstausstrahlung des zweiten Teils.

### Kritiken
Le Monde sah in Public Enemy No. 1 – Mordinstinkt eine Mischung aus alten französischen Thrillern, einem Kriminalepos à la Bonnie und Clyde und einem Gefängnisfilm. In dieser Vielfältigkeit sei Regisseur Jean-François Richet „eine brillante Arbeit in Sachen Stil“ gelungen. Richets Regie habe etwas an sich, „das die Leinwand in Bewegung versetzt“, und „eine Dringlichkeit, die fasziniert“, lobte auch Le Journal du Dimanche. Hauptdarsteller Vincent Cassel sei hier in einer seiner besten Rollen zu sehen. „Seine physische Transformation ist erstaunlich“, doch gehe seine Metamorphose noch viel tiefer, was auch auf die anderen Darsteller wie Gérard Depardieu, Gilles Lellouche und Cécile de France positiv abfärbe. Der Film sei „bedrohlich und aufregend zugleich“, schrieb Libération. Cassel stelle die Konkurrenz „mit seiner schauspielerischen Bandbreite, seinem Hollywood-Charisma und seiner wilden Energie“ endgültig in den Schatten.
Cinema attestierte Cassel eine „wahr[e] Energieleistung“. Der Regisseur wiederum habe zwar „vor Szenen äußerster Brutalität nicht zurück[geschreckt]“, aber gleichzeitig Mesrine „als anarchistischen Hasardeur“ dargestellt, „der die revolutionären Ideale der 1968er-Protestbewegung nur etwas anders auslegt“. Das Fazit lautete: „Rasantes und ausgesprochen brutales Crime-Epos im Format eines modernen Actionthrillers, das in voller Länge vier Stunden dauert und dennoch keine Sekunde Langeweile aufkommen lässt.“ Das Lexikon des internationalen Films konstatierte, dass die Filmbiografie „eine psychologische Ausleuchtung der extrem geltungssüchtigen Hauptfigur“ ausgeklammert und die Handlung auch nicht in den damaligen politischen Kontext eingeordnet habe. Entstanden sei „[e]in trotz drastischer Gewaltszenen weitgehend konventioneller Actionfilm, der eine Vielzahl von Ereignissen aneinanderreiht, ohne eine eigene Haltung zum Gezeigten zu wagen“.
Kai Mihm von epd Film fand, der Film wirke bisweilen wie „das französische Äquivalent“ zu Der Baader Meinhof Komplex. Der klassische durch äußere Umstände bedingte Beginn von Mesrines Verbrecherlaufbahn sei von Richet „im Stil des sozialkritischen amerikanischen Gangsterkinos der dreißiger Jahre [inszeniert]“. Vincent Cassel erinnere an James Cagney, von dem er „die nervöse Energie […], den tänzerischen Charme und die respektlos grinsende Dreistigkeit“ nachzuahmen scheine, und habe dafür verdient den César gewonnen. Gleichzeitig „entlarvt der Film Mesrines pathetischen Ehrenkodex und seine vermeintliche Moral als zynische Pose“ und zeige ihn als cholerischen, sadistischen und größenwahnsinnigen Menschen. Entstanden sei so ein Porträt von Mesrine, „dessen Faszination gerade in seiner Widersprüchlichkeit liegt“. Die filmische Qualität könne zwar nicht mit der Interpretation der Hauptfigur mithalten, doch entfalte der Film in seinem Bestreben, „eine der großen kriminellen Gestalten des vergangenen Jahrhunderts begreifbar zu machen, […] eine unbestreitbare Kraft“.
Roger Ebert von der Chicago Sun-Times gab dem Film 3½ von vier Sternen. Vincent Cassel habe Mesrine „mit rauer Intensität gespielt“, ohne sich – im Gegensatz zu US-Schauspielern – um sein Image zu scheren. Kenneth Turan von der Los Angeles Times nannte den Film „einen rasanten bodenständigen Crime-Thriller“. Was ihn besser als den Durchschnitt mache, sei „die bravouröse Leistung“ von Cassel. Der französische Schauspieler „gibt sich Mesrines oft erschreckender Präsenz und seinen ausnahmslos wilden Instinkten so sehr hin“, dass es manchmal schwer sei, Aufmerksamkeit und Interesse einer Figur zu schenken, die so viele Morde begangen habe. Dies könne als Entromantisierung betrachtet werden, halte „den unvermeidlichen Tendenzen des Films zur Mythologisierung“ jedoch nichts entgegen. Unter den weiteren Darstellern verleihe der erfahrene Gérard Depardieu seiner Rolle „eine bedrohliche Gewichtigkeit“; Mesrines Seelenverwandte Jeanne Schneider sei von Cécile de France in wechselvoller Gangart „gekonnt gespielt“ worden.
Robert Koehler von Variety kritisierte den Film dafür, jede Station von Mesrines Verbrecherlaufbahn zu zeigen, statt selektiver vorzugehen und damit eine unterhaltsamere Geschichte zu erzählen. Verglichen mit Steven Soderberghs ebenfalls zweiteiliger Filmbiografie Che, die sich im Wesentlichen auf zwei essentielle Abschnitte im Leben der Hauptfigur beschränke, sei Public Enemy No. 1 – Mordinstinkt „zu episodisch“. Jede Episode, die in Nordamerika spiele, hätte für sich genommen ein grandioser Höhepunkt einer Filmbiografie sein können, doch sorge „Richets hyperventilierendes Filmemachen“ dafür, dass sich nicht nur die Anteilnahme des Zuschauers in Grenzen halte, sondern auch Cassel daran gehindert werde, aus seiner Figur „etwas Reales zu schaffen“. Unter den vielen Nebendarstellern hinterlasse neben Depardieu nur Cécile de France, die als taffes Mädchen fast nicht wiederzuerkennen sei, „einen bleibenden Eindruck“. Die routinierte und unverkennbar hochwertige Produktion beweise wiederum ein genaues Gespür für den Wandel der Zeit, vor allem Virginie Montels Kostüme. Die Filmmusik sei dagegen „laut und unbedacht“.

### Auszeichnungen (Auswahl)
Public Enemy No. 1 – Mordinstinkt wurde zusammen mit Public Enemy No. 1 – Todestrieb für mehrere Filmpreise nominiert und mit einigen davon ausgezeichnet:
Tokyo International Film Festival 2008
- Bester Darsteller (Vincent Cassel)
- Nominierung für den Tokyo Sakura Grand Prix

César 2009
- Beste Regie (Jean-François Richet)
- Bester Hauptdarsteller (Vincent Cassel)
- Bester Ton (Jean Minondo, Gérard Hardy, Alexandre Widmer, Loïc Prian, François Groult, Hervé Buirette)
- Nominierung in der Kategorie Bester Film
- Nominierung in der Kategorie Bestes adaptiertes Drehbuch (Abdel Raouf Dafri, Jean-François Richet)
- Nominierung in der Kategorie Beste Kamera (Robert Gantz)
- Nominierung in der Kategorie Bester Schnitt (Hervé Schneid, Bill Pankow)
- Nominierung in der Kategorie Beste Filmmusik (Marco Beltrami, Marcus Trumpp)
- Nominierung in der Kategorie Bestes Szenenbild (Emile Ghigo)
- Nominierung in der Kategorie Beste Kostüme (Virginie Montel)

Étoile d’Or 2009
- Bester Hauptdarsteller (Vincent Cassel)

Globe de Cristal 2009
- Bester Film
- Bester Darsteller (Vincent Cassel)

Prix Lumière 2009
- Bester Darsteller (Vincent Cassel)

Chlotrudis Award 2011
- Nominierung in der Kategorie Bester Hauptdarsteller (Vincent Cassel)

## Deutsche Fassungen
Die deutsche Synchronfassung entstand bei der Christa Kistner Synchronproduktion in Potsdam. Für das Dialogbuch und die Dialogregie war Stephan Hoffmann zuständig. In den deutschen Kinos wurde Mordinstinkt in einer ungekürzten Fassung ohne Jugendfreigabe gezeigt, die 2009 auch auf DVD und Blu-ray erschien. Für eine Veröffentlichung auf DVD mit einer Altersfreigabe ab 16 wurde der Film um etwa drei Minuten gekürzt. Herausgeschnitten wurden dabei Gewaltszenen, aber auch Dialoge, die Mesrine heldenhaft und damit eher positiv darstellen.
| Rolle               | Darsteller         | Synchronsprecher      |
| ------------------- | ------------------ | --------------------- |
| Jacques Mesrine     | Vincent Cassel     | David Nathan          |
| Jeanne              | Cécile de France   | Tanja Geke            |
| Guido               | Gérard Depardieu   | Manfred Lehmann       |
| Paul                | Gilles Lellouche   | Viktor Neumann        |
| Jean-Paul Mercier   | Roy Dupuis         | Stephan Rabow         |
| Sofia               | Elena Anaya        | Iris Artajo           |
| Sarah               | Florence Thomassin | Daniela Strietzel     |
| Mesrines Vater      | Michel Duchaussoy  | Friedrich G. Beckhaus |
| Mesrines Mutter     | Myriam Boyer       | Astrid Bless          |
| Ahmed, der Zuhälter | Abdelhafid Metalsi | Thomas Petruo         |
| der Milliardär      | Gilbert Sicotte    | Klaus Sonnenschein    |
| Roger André         | Deano Clavet       | Erich Räuker          |
| Lizon               | Christine Beaulieu | Bianca Krahl          |